# Zambesa walkeri
Zambesa walkeri là một loài ruồi trong họ Tachinidae.